# 天堂顶
天堂顶是南昆山的主峰，位于广东省广州市从化区良口镇和惠州市龙门县永汉镇交界，海拔1210米，为广州市的最高峰。天堂顶是石门国家森林公园和南昆山国家森林公园的一部分，因山顶常年被云雾缭绕，似在天上，故名。
天堂顶山体主要由燕山第四期的黑云母花岗岩组成，表层土多属山地红壤、赤红壤。1000米以下的植被由亚热带常绿雨林所覆盖，主要有壳斗科、樟科、山茶科、金缕梅科、木兰科等种属，1000米以上为山地草甸。天堂顶发现有50多种药用植物，100多种油料和纤维植物，40多种淀粉植物和70多种鸟类。